# Ernolsheim-Bruche
Ernolsheim-Bruche (deutsch Ernolsheim, elsässisch Arelse) ist eine französische Gemeinde mit 1904 Einwohnern (Stand 1. Januar 2021) an der Bruche im Département Bas-Rhin in der Region Grand Est (bis 2015 Elsass).

## Geschichte
Schon 737 soll das Kloster Weißenburg Besitz in Aunulfovillare bekommen haben, wie Lokalhistoriker schreiben. Kaiser Ludwig der Fromme bestätigte dem Kloster Schwarzach 828 „in Erdoldisvillare“ hiesigen Besitz bestätigte (Reg.Imp. I, 849). Um 1127 hieß der Ort Ernouldsheim oder Arnouldsheim und befand sich im Besitz des Bischofs von Straßburg. In einer Urkunde von 1286 wird das Dorf genannt. Um 1554 besaß die Familie Urendorf dort ein Schloss im Renaissancestil. Von 1871 bis 1918 gehörte Ernolsheim mit dem gesamten Elsass zum Deutschen Reich.

### Bevölkerungsentwicklung
| 1962 | 1968 | 1975 | 1982 | 1990 | 1999 | 2007 | 2017 |
| ---- | ---- | ---- | ---- | ---- | ---- | ---- | ---- |
| 591  | 704  | 838  | 1285 | 1583 | 1688 | 1564 | 1875 |

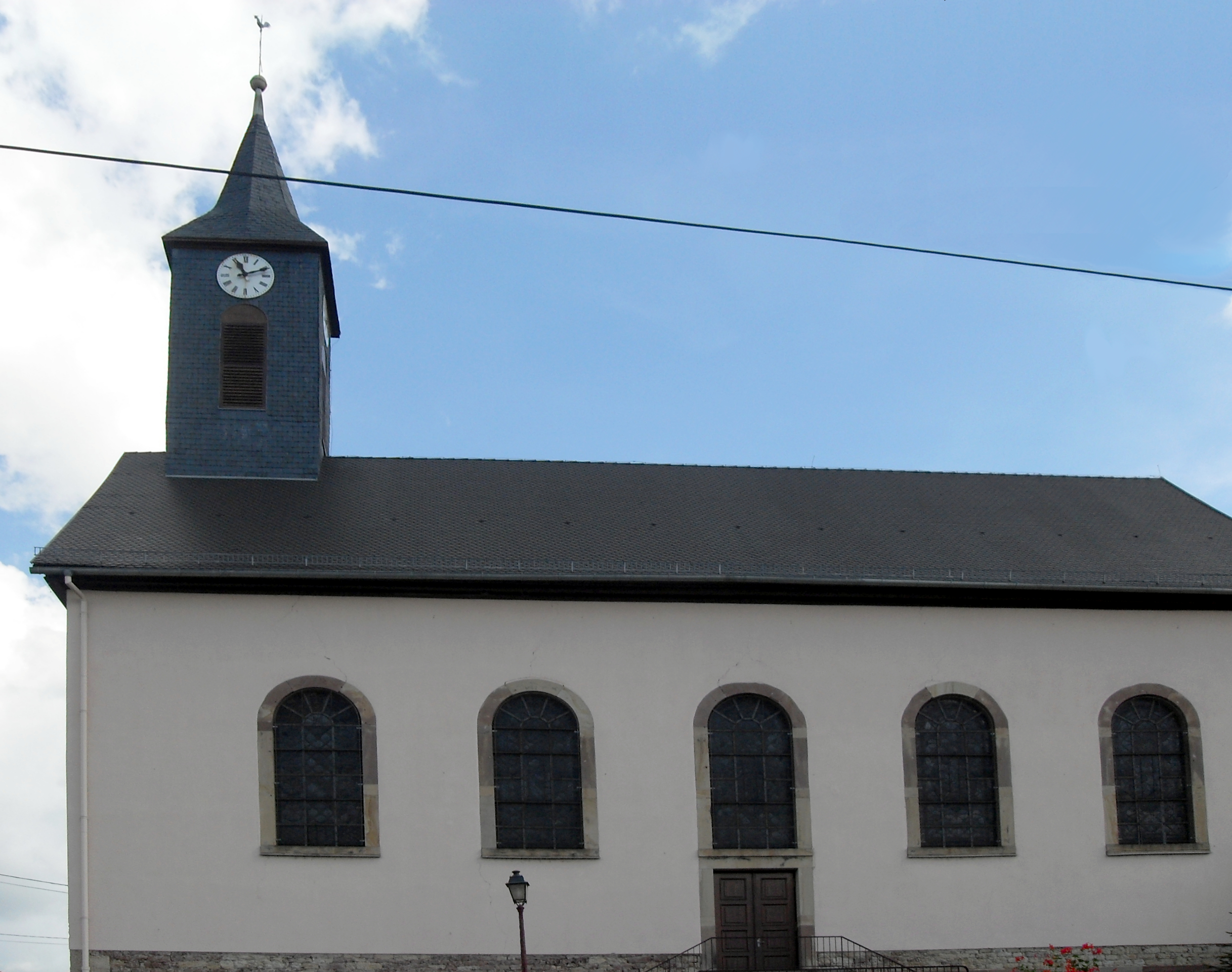
Kirche St. Cosmas und Damian
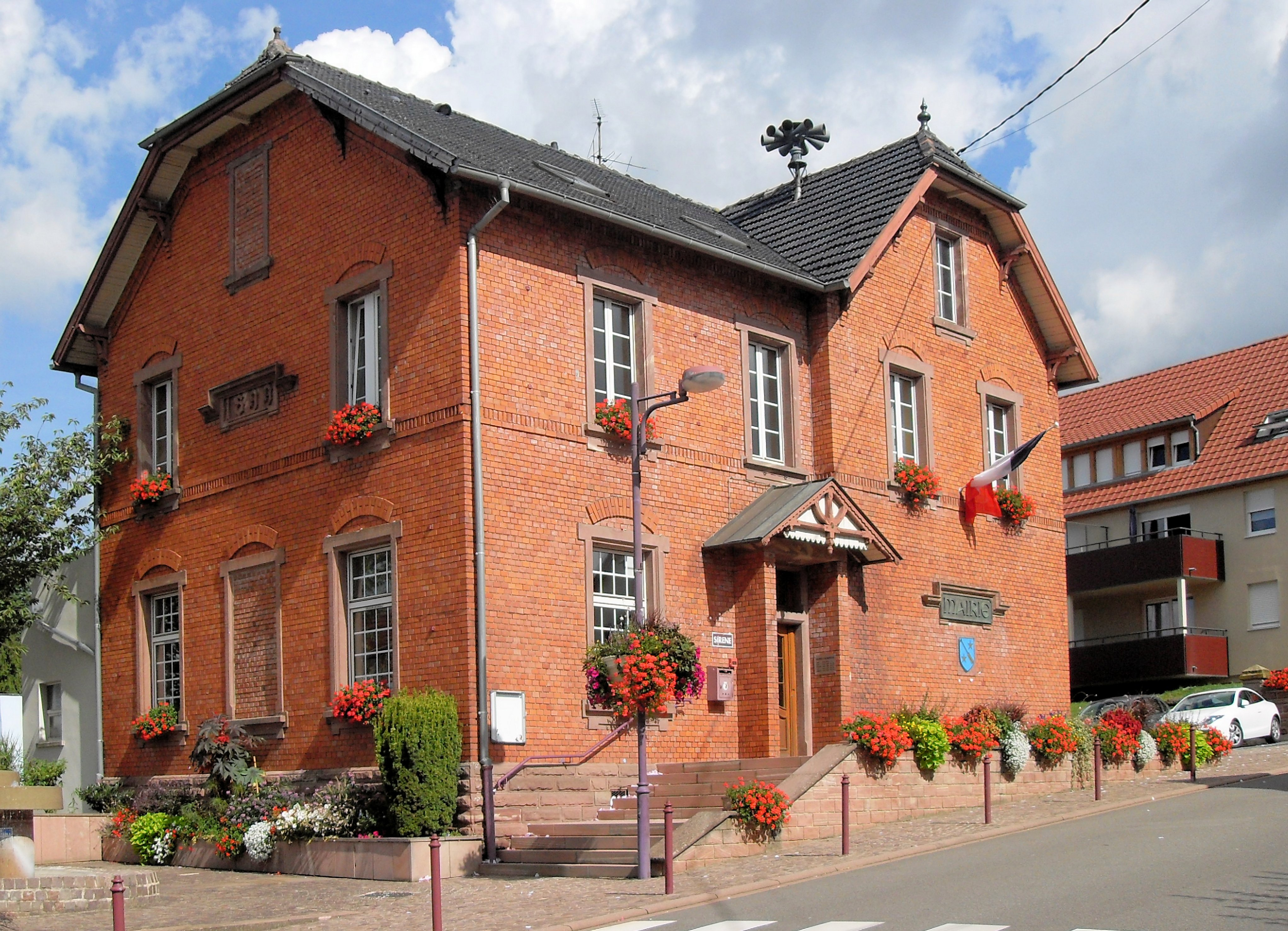
Mairie und Schule in Ernolsheim-Bruche